# Batalla de Imfal
La Batalla de Imphal fue una de las batallas más importantes de la Campaña de Birmania. Tuvo lugar en los alrededores de la ciudad del mismo nombre entre marzo y julio de 1944 y concluyó en un completo desastre para el Ejército Imperial Japonés, que intentaba -mediante su conquista- asegurarse un punto de apoyo para una eventual conquista de la India Británica o su neutralización como base de los ejércitos aliados.

## Contexto
En 1942, tras las rápidas conquistas de las colonias británicas de Hong Kong, Malasia y Singapur, Japón invadió Birmania, resultando en una desastrosa derrota aliada y la retirada efectuada por los británicos es la mayor retirada jamás efectuada en la historia del Ejército Británico). Tal conquista puso en peligro a la misma India Británica , y a las rutas que abastecían al ejército chino. 
No hubo mayores progresos en Birmania, también conocida como Burma, pero gradualmente la situación fue cambiando en favor de los aliados, entre los que se contaban soldados indios y ghurkas, por lo que la RAF tomó el control de los cielos en Birmania mientras que las tropas británicas se hacían más fuertes. Es por ello que una eventual conquista de noreste de la India privaría a los aliados de sus bases de suministros y le daría a los japoneses el dominio aéreo.

## Consecuencias
Las pérdidas fueron graves entre ambos bandos —más de 17.000 muertos y heridos por el lado británico y más de 50.000 por el lado japonés—, pero las pérdidas japonesas nunca más pudieron ser repuestas, por lo que la Batalla de Imphal fue la última ofensiva de gran magnitud lanzada contra las fuerzas británicas en Birmania.
Aunque es poco conocida, esta batalla tuvo tanto peso en la campaña para la reconquista de Birmania como la tuvieron la Batalla del Alamein o la Batalla de Stalingrado en otros frentes; siendo también la peor derrota en la historia del ejército japonés.
Sobre las batallas de Imphal y Kohima, Louis Mountbatten diría después: "Probablemente entre las más grandes batallas en la historia...fueron como las Termópilas Indo-Británicas"